# Ed Alonzo
Ed Alonzo (26 luglio 1968) è un illusionista, comico e attore messicano.

## Biografia
Ha avuto diversi ruoli in produzioni televisive e cinematografiche, tra cui Bayside School (21 episodi tra il 1989 e il 1992), Segni particolari: genio, Men in Black e Totally Hidden Video. Alonzo ha eseguito una mostra speciale che incorpora tutti i giorni la sua comicità e magia al California's Great America. Recentemente ha lavorato per Valleyfair in Minnesota, ed è apparso in un episodio di Cycle 11's America's Next Top Model. 
Nel 2009 ha lavorato con Britney Spears per creare illusioni per il tour The Circus: Starring Britney Spears.
Alonzo è stato uno dei maghi che ha lavorato per il concerto This Is It di Michael Jackson e ha condotto lo spettacolo Ed Alonzo's Psycho Circus of Magic and Mayhem al Knotts Halloween Haunt.
In Italia partecipa come giudice al programma televisivo La grande magia - The Illusionist, condotto da Teo Mammucari.

## Filmografia

### Cinema
- Make Believe, regia di J. Clay Tweel – documentario (2010)
- A Taste of Magic, regia di Maureen Bharoocha – cortometraggio (2012)

### Televisione
- Gli amici di papà (Full House) – serie TV, episodio 1x16 (1988)
- Totally Hidden Video – programma TV, puntate 1x13-1x17 (1990-1991)
- Bayside School (Saved by the Bell) – serie TV, 21 episodi (1989-1992)
- Murphy Brown – serie TV, episodio 5x14 (1993)
- How I Met Your Mother – serie TV, episodio 7x24 (2012)
- Modern Family – serie TV, episodio 5x18 (2014)
- Bayside School (Saved by the Bell) – serie TV, 5 episodi (2020-in corso)